# Męczennicy z Lubeki

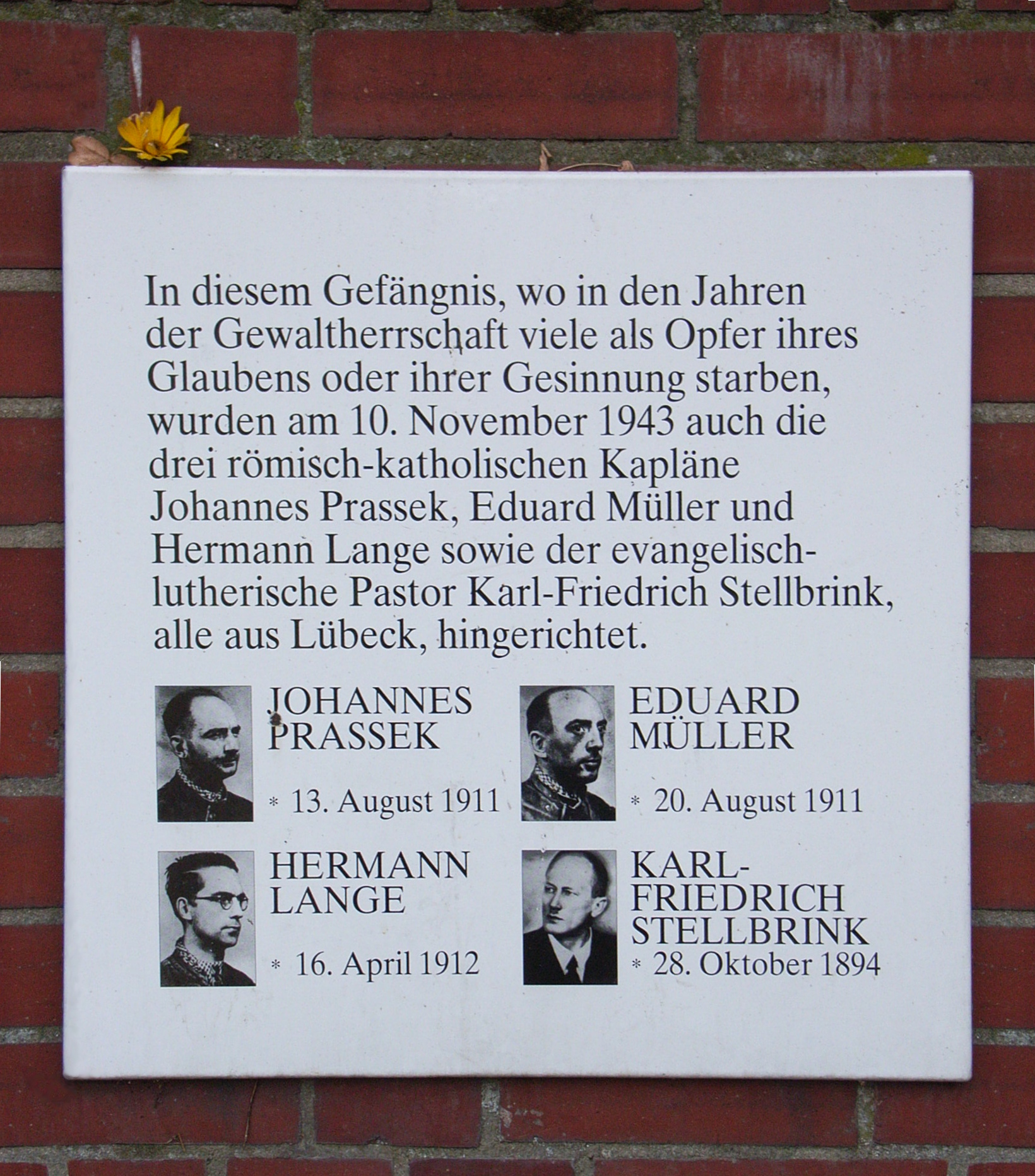
Stracono ich 10 listopada 1943 roku. W więzieniu śledczym w Hamburgu. Arcybiskup Werner Thissen w 60 rocznicę egzekucji duchownych, otworzył ich proces beatyfikacyjny. Miejscem pamięci błogosławionych jest kościół Najświętszego Serca Jezusowego w Lubece. Pamięć pastora Karla Friedricha Stellbrinka będzie można czcić w kościele luterańskim tego miasta.

Męczennicy z Lubeki (Lübecker Märtyrer) – czterej męczennicy chrześcijańscy (trzej katolicy i jeden luteranin), którzy ponieśli śmierć męczeńską, przez ścięcie na gilotynie podczas II wojny światowej w dniu 10 listopada 1943 roku.

## Lista męczenników
- Jan Prassek (katolik, ur. 13 sierpnia 1911)
- Edward Muller (katolik, ur. 20 sierpnia 1911)
- Arminius Lange (katolik, ur. 16 kwietnia 1912)
- Karol Fryderyk Stellbrink (luteranin, ur. 28 października 1894)

## Beatyfikacja
W 2003 roku, w 60. rocznicę śmierci męczenników, arcybiskup Hamburga Werner Thissen rozpoczął proces beatyfikacyjny trzech katolickich męczenników z Lubeki. Beatyfikacja męczenników odbyła się w dniu 25 czerwca 2011 roku.